# Rolf Singer
Rolf Singer (ur. 23 czerwca 1906 w Schliersee, Bawaria, Niemcy, zm. 18 stycznia 1994 w Chicago, Illinois, Stany Zjednoczone) – niemiecki mykolog i jeden z najważniejszych taksonomistów pieczarkowców w XX wieku.
Był jedynym dzieckiem malarza Alberta Singera i jego żony Evy (z domu Hennicke). Grzybami interesował się od dzieciństwa. Początkowo przynosił grzyby do lokalnego leśniczego w celu identyfikacji, ale gdy Rolf miał dziewięć lat, leśnik oświadczył, że chłopiec ma od niego większą wiedzę na temat grzybów. Uczęszczał do gimnazjum w Pasing i Amberg, później studiował chemię na uniwersytecie w Monachium. W 1928 r. przeprowadził się do Wiednia, aby kształcić się pod okiem botanika Richarda von Wettsteina. W 1931 roku obronił stopień doktora na uniwersytecie w Wiedniu swoją pracą monograficzną na temat rodzaju Russula. Później pracował w Monachium.  Z powodu narodowego socjalizmu w Niemczech uciekł do Wiednia w roku 1933, gdzie poznał swoją przyszłą żonę Marthe („Mimi”) Kupfer. Rok później wyemigrował do Barcelony w Hiszpanii i od kwietnia 1934 do lutego 1935 był czasowo związany z Uniwersytetem Barcelońskim i Barcelońskim Instytutem Botanicznym. Aresztowany w 1935, zamiast ekstradycji do Rzeszy, wypuszczony do Francji, gdzie niecały rok pracował w Muzeum Historii Naturalnej w Paryżu. W latach 1935-40 pracował w Instytucie Botanicznym im. Komarowa w Leningradzie, gdzie współpracował nad klasyfikacją hub (ang. polypores) z Apollinarijem Bondarcewem. W Leningradzie nie uznano jego doktoratu z Wiednia i dlatego obronił kolejny doktorat na leningradzkiej uczelni. Praca ta dała przyczynek do jego monumentalnego dzieła The Agaricales in Modern Taxonomy. Tuż przed oblężeniem Leningradu przez Władywostok przedostał się do Stanów Zjednoczonych i od 1941 r. pracował jako dyrektor w Farlow Herbarium of Cryptogamic Botany na Harvardzie. W latach 1948-62 pracował jako profesor nadzwyczajny w Instytucie Miguela Lillo w Tucumán w Argentynie, a w latach 1962-67 w Buenos Aires, a w kolejnym roku w Chile. Po powrocie do Stanów od 1968 pracował w Muzeum Historii Naturalnej w Chicago. 

## Dokonania
Badania Singera zrewolucjonizowały podejście do systematyki grzybów, a szczególnie rządu pieczarkowców, których dotyczyło jego największe dzieło Agaricales in Modern Taxonomy, w którego czwartym wydaniu wraz ze współpracownikami zaproponowali 74 nowe rodzaje grzybów, a z nowymi rodzajami nie zamieszczonymi w tym dziele zaproponował ich w sumie 82. W swoich opracowaniach opisał 2452 taksony rangi gatunkowej i niższej rozmieszczonych w 246 rodzajach. Lokalizacje typów dla tych nowych taksonów występują w 56 krajach lub koloniach, a ich holotypy znajdują się w 40 zielnikach na całym świecie. Lista jego publikacji obejmuje 439 pozycji. Zanotował swoje obserwacje podczas pracy w terenie w łącznie 93 zeszytach „Dr. Rolf Singer's Fieldnotes”. Rozpoczynają się one w 1924 r., a kończą w 1993 r. Obejmują więcej niż jeden metr długości. Był jednym z pierwszych mykologów badających przemijające cechy makroskopowe grzybów, które stanowiły dla niego podstawę do opisania gatunków.
Od jego nazwiska nazwane zostały rodzaje grzybów: Singera Batt. & J.L.Bezerra 1960, Singerella Harmaja 1974, Singeriella Petr. 1959 i Singeromyces M.M.Moser 1966. W roku 1986 otrzymał prestiżową nagrodę Distinguished Mycologist Award.
Standardowy skrót autora Singer służy do wskazania tej osoby jako autora przy cytowaniu nazwy botanicznej.